# Юн Ён Сук
Юн Ён Сук (кор. 윤영숙, р.10 сентября 1971) — южнокорейская спортсменка, стрелок из лука, олимпийский чемпион.

## Биография
Родилась в 1971 году. В 1988 году стала чемпионкой Олимпийских игр в Сеуле.